# 76. zračnoprevozna divizija (Ruska federacija)
Za druge 76. divizije glejte 76. divizija.
76. zračnoprevozna divizija (polni naziv 76. gardna zračnoprevozna divizija Černigova) je zračnoprevozna divizija Oboroženih sil Ruske federacije, ki deluje v sklopu samostojnega rodu Zračno-desantne enote Ruske federacije. Operacijsko poveljstvo nad divizijo ima Zahodno vojaško okrožje.
Je naslednica istoimenske divizije iz časov Sovjetske zveze. Leta 2002 je bila to edina divizija Kopenskih sil Ruske federacije, ki je sestavljena izključno iz profesionalnih vojakov in ne iz večinskega dela nabornikov kot ostale divizije. Zaradi tega ima status elitne enote in jo tako pošiljajo na krizna območja.

## Zgodovina
1. septembra 2002 se je pričela reorganizacija divizije iz naborniške v poklicno sestavo; proces je bil končan 1. oktobra 2003.
Novembra 2004 se je 2.400 pripadnikov divizije s 150 avtomobili in 230 oklepniki umaknilo iz Čečenije ter se vrnilo nazaj v Pskov. 
Oktobra 2005 je 120 pripadnikov divizije s šestimi oklepnimi vozili sodelovalo na indijsko-ruski vojaški vaji INDRA 2005.
76. zračnoprevozna divizija je bila 2014 udeležena v ruski okupaciji ukrajinskega Krima ter kasneje v vojni v Donbasu, kjer je ukrajinska vojska poročala o zasegu več njihovih oklepnih vozil ter vojakov z dokumenti. Lokalni medij iz Pskova je poročal o 80 mrtvih pripadnikih divizje. Nekateri člani divizije, ki so umrli avgusta 2014 so bili poimensko identificirani. Rusko obrambno ministrstvo je vse navedbe zanikalo.
Divizija je bila identificirana kot odgovorna za aretacije, mučenje in umore ukrajinskih civilistov med pokolom v Buči, ukrajinske oblasti preganjajo njenega poveljnika generalmajorja Sergeja Čubarkina ter nadrejenega generalpolkovnika Aleksadnra Čajka. Septembra 2022 je ukrajinska obveščevalna služba trdila, da 104. gardni padalski polk zaradi velikih izgub ne obstaja več.

## Organizacija
1. januar 2000 (4.600 pripadnikov)
- 104. gardni padalski polk
- 234. gardni padalski polk
- 237. gardni padalski polk
- 1140. gardni artilerijski polk
- 165. samostojni raketni bataljon
- 656. ločeni inženirski bataljon
- 728. ločeni gardni komunikacijski bataljon
- 7. ločeni opremnovzdrževalni in reševalni bataljon
- 242. samostojna vojaškotransportna zračna eskadrilja